# Jessie Rindom
Jessie Helga Rindom (* 4. Oktober 1903 in Rostock; † 8. Januar 1981 in Kopenhagen) war eine dänische Schauspielerin.

## Leben
Jessie Rindom wurde in Rostock geboren und wuchs in Kopenhagen auf. Ihre Eltern waren die Schauspieler Svend Rindom und Ellen Diedrich. Ihr Vater heiratete nach dem Tod der Mutter die Schauspielerin Hertha Christophersen. Ihr Onkel war der Schriftsteller Erik Rindom.
Jessie Rindom absolvierte ihre Schauspielausbildung an der Staatlichen Theaterschule in Kopenhagen. Von 1925 bis 1931 war sie festes Ensemblemitglied am Aarhus Teater, von 1936 bis 1941 war sie am Odense Teater engagiert und von 1956 bis 1961 am Königlichen Theater Kopenhagen engagiert. Dort arbeitete sie unter anderem mit Stig Lommer zusammen. Als Schauspielerin vor der Kamera wirkte sie von 1925 bis 1980 in mehr als 40 Film-und-Fernsehproduktionen mit.
Jessie Rindom war dreimal verheiratet und hatte keine Kinder. Ihr erster Ehemann war ab Juli 1926 der aus Norwegen stammende Kapitän Olaf Hauge (1884–1927), welcher jedoch schon ein Jahr später starb. In zweiter Ehe war sie ab November 1933 einige Jahre lang mit dem Theaterregisseur Helge Rungwald verheiratet. In dritter Ehe war sie ab dem 19. Juli 1941 bis zu seinem Tod mit dem Schauspieler Gunnar Lauring verheiratet.
Jessie Rindom starb am 8. Januar 1981 im Alter von 77 Jahren in Kopenhagen. Ihre Grabstätte befindet sich auf dem Bispebjerg-Kirkegard.

## Filmografie (Auswahl)
- 1924: Pat und Patachon: Adel aus der Manege (Takt, Tone og Tosser)
- 1942: Damen med de lyse handsker
- 1947: Soldaten og Jenny
- 1953: Solstik
- 1956: Ein Mädel zum Küssen (Kispus)
- 1958: Wenn alle Stricke reißen (Verdens rigeste pige)
- 1962: Sømænd og svigermødre
- 1965: Pack den Playboy in den Schrank (Pigen og millionæren)
- 1967: Historien om Barbara
- 1976: Julefrokosten
- 1980: Undskyld vi er her
- 1980: Nächste Station Paradies (Næste stop – Paradis)